# ジェームス・ディーンのように
「ジェームス・ディーンのように」は、Johnnyの1枚目のシングル。1981年11月18日にキングレコードから発売された。

## 解説
横浜銀蝿のギター、Johnnyのソロデビューシングル。表題曲は本人も出演するTBSドラマ「茜さんのお弁当」主題歌。
当初は『サタデー・ナイト・フィーバー』でジョン・トラボルタが演じた主人公・トニーをモチーフにして曲名も「トラボルタのように」とするつもりだったが、「ジェームス・ディーンのほうがかっこいいかな」ということで変更したという。累計売上は50万枚を超える。
ジャケット写真は、小学館発行・横浜銀蝿名義「ツッパリ熱論集 全開バリバリ」からで、撮影は渡辺敬二。
オリジナルアルバムには収録されず、発売から約3年の時を経た1984年発売の「Johnny　VS　横浜銀蝿」で初めてアルバムに収録された。1997年発売の「Johnnyスペシャル〜ジェームスディーンのように〜」で初CD化された。

## 収録曲
（全編曲：横浜銀蝿）
A面
1. ジェームス・ディーンのように [3:17] 
作詞・作曲：Johnny

B面
1. 人生を語るには [2:30] 
作詞：翔、作曲：TAKU
横浜銀蝿名義

## カバー
- 横浜銀蝿がアルバム「ぶっちぎりR」の中でカバー。（1983年12月5日）
- 嶋大輔がアルバム「銀蝿一家の世界」と「夜露死苦 戦極襲」の中でカバー。（1983年、2006年）